# Portul Bratislava
Portul Bratislava este un port major pe Dunăre și într-un sens mai larg pe calea navigabilă Rin-Main-Dunăre. Acesta se află în Bratislava, capitala Slovaciei. Este un port riveran universal din două părți, un port pentru mărfuri și altul pentru pasageri. Portul pentru mărfuri are o importanță strategică pentru economia țării fiind cel mai mare dintre cele trei porturi internaționale ale Slovaciei, devansându-le pe cele de la Komárno și Štúrovo. Portul Bratislava este amplasat la intersecția strategică dintre Canalul Main-Dunăre și Coridorul Baltic-Adriatic, parte a rețelei trans-europene de transport (TEN-T), nu departe de Portul Viena și Portul Budapesta, ceea ce este de asemenea un lucru avantajos.
Compania Verejné prístavy, a.s. (VP) îndeplinește funcția de autoritate portuară. Portul este conectat la rețeaua de căi ferate și autostrăzi, dar și la sistemul de conducte care duce spre rafinăria Slovnaft. Terenurile de sub portul marfar sunt deținute de compania de stat Verejné prístavy, a.s., în timp ce toate clădirile și instalațiile sunt proprietatea companiei Slovenská Plavba a Prístavy, a.s.. Portul marfar este situat pe malul stâng al Dunării, de la kilometrul 1871,35 al râului până la kilometrul 1862. Ambele maluri aparțin Portului Bratislava.

## Istorie
În ultimul deceniu al sec. XIX malul Dunării din apropierea centrului orașului Bratislava (pe atunci denumit Pressburg sau Pozsony) a suferit schimbări majore. Un nou pod de oțel cu numele de Franz Josef Brücke (în prezent Podul Vechi din Bratislava) a fost inaugurat în 1890 și la puțin timp după s-a început construcția portului din apropiere. Zona de-a lungul malului de la sediul actual al Muzeului Național Slovac până la locul unde acum se găsește podul Apollo a fost transformată astfel încât să acomodeze acostarea a 250 de nave de marfă. Acest proiect a fost impulsionat mai mult de interesele comerciale ale companiilor de transport dunărene, statul austro-ungar având o contribuție financiară minimă.
Zona portuară curentă a fost dezvoltată începând cu anul 1897 odată cu demararea construcției bazinului nordic a Portului de Iarnă și instalarea liniilor de cale ferată. Aceste lucrări s-au petrecut în vecinătatea celui mai vechi cartier industrial al orașului, lângă strada Továrenská. Construcția bazinului sudic a început în 1907. Inițial Portul de Iarnă era folosit doar pentru acostarea navelor pe timp de iarnă (apa nu îngheață niciodată acolo), fără a fi posibilă încărcarea sau descărcarea mărfii.
După dizolvarea Austro-Ungariei, în 1919 a fost înființat Biroul Cehoslovac pentru Navigația pe Dunăre. Acesta a fost predecesorul operatorului portuar fondat în 1922 sub forma unei societăți pe acțiuni. Complexul a fost finisat pe timpul Primei Republici Cehoslovace și în anii 1930 era considerat drept unul dintre cele mai bine echipate porturi riverane de pe Dunăre.
În 1922 operatorul portuar deținea 5 remorchere cu aburi și 44 șlepuri. În 1938 compania avea în total 167 de nave cu diferite funcții, iar în prezent flota numără 221 de nave și bărci.
Astăzi, numeroase clădiri, utilaje și nave istorice rămân în continuare în Portul Bratislava, inclusiv Depozitul nr. 14, Depozitul nr. 17, Depozitul nr. 7, Casa Veche a Barcagiilor și o stație de pompare (slovacă: budova prečerpávacej stanice), ultimele trei fiind protejate ca monumente culturale de importanță națională. Nava Šturec, ultimul remorcher de râu cu motor din Slovacia, a fost declarată monument cultural protejat în 2011. Aceasta a fost construită pe șantierul naval de la Komárno în 1937 și a fost botezată de premierul Milan Hodža și de primul căpitan maritim slovac, Július Thurzo. Este singura supraviețuitoare dintr-un grup de trei nave surori (Šturec, Vajanský și Moyzes) și a supraviețuit unei scufundări atunci când a fost lovită de o bombă în timpul bombardamentelor aliate asupra rafinăriei Apollo în 1944. Există planuri de a transforma nava într-un muzeu nautic.
Autoritățile orașului Bratislava intenționează să extindă în viitor promenada de-a lungului malului Dunării în așa fel încât să includă pitorescul Port de Iarnă. Pe termen lung se preconizează sistarea tuturor activităților industriale și transferarea lor de partea cealaltă a podului Prístavný. Operatorul portuar Slovenská Plavba a Prístavy, a.s. se opune acestor planuri și încearcă să împiedice calificarea diferitor clădiri din zonă drept monumente cultural-istorice. Compania dorește să-și intensifice operațiunile acolo și nu vorbește public despre o eventuală plecare din Portul de Iarnă.

## Portul de pasageri

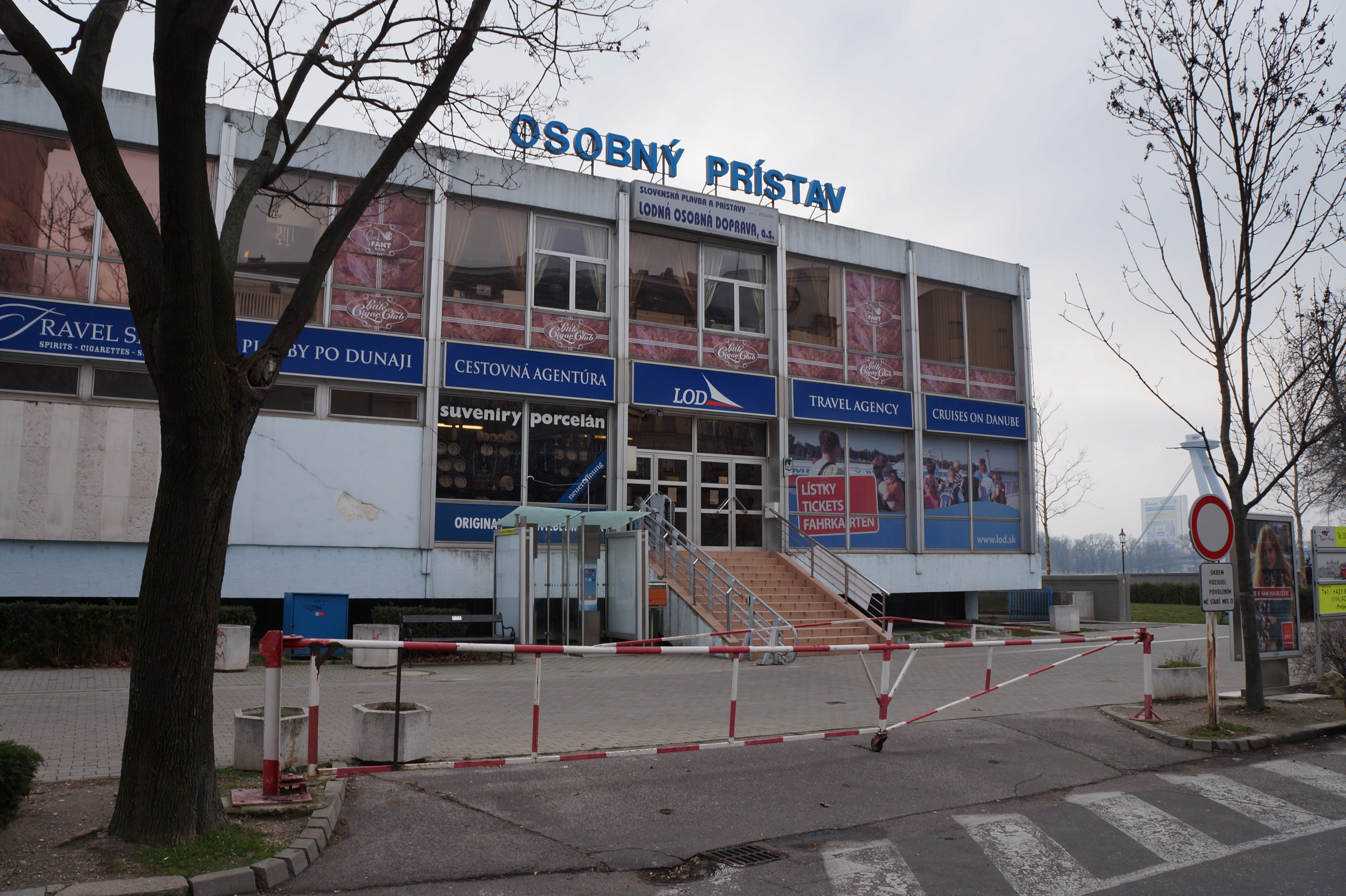
Portul de pasageri din Bratislava

Portul de pasageri este amplasat direct în centrul orașului, între Podul Nou și Podul Vechi, pe strada Fajnorovo nábrežie nr. 2. Acesta cuprinde o clădire mică și opt platforme de îmbarcare. În afară de furnizarea serviciilor portuare, clădirea găzduiește și câteva magazine, un restaurant și o agenție de turism. Portul este situat între kilometrul 1870 și kilometrul 1867 al cursului Dunării.
De câțiva ani se vorbește despre reconstrucția clădirii portului de pasageri, dar procesul a fost îngreunat de activiștii locali, dar și de oficiul protecției monumentelor culturale a autorităților municipale. Proprietarul și investitorul Slovenská plavba a prístavy - lodná osobná doprava, a.s. a fost nevoit să reducă înălțimea proiectului propus de câteva ori - de la cele 5 etaje originale la numai 3. Proiectul urmărește să extindă clădirea și zona verde din apropiere fără să diminueze suprafața lotului adiacent de parcare, lăsând în același timp suficient spațiu pentru prelungirea promenadei riverane din spatele clădirii.

## Portul de mărfuri
Portul de mărfuri este format din următoarele părți:
- Portul de Iarnă (slovacă: Zimný prístav) - portul original din 1897
- Pálenisko - noul port construit în 1975-1983[1]
- Șantierul naval (slovacă: Lodenica) - șantier naval pentru repararea navelor